# Elizabeth Montfort
Elizabeth Montfort este un om politic francez, membru al Parlamentului European în perioada 1999-2004 din partea Franței. 
1. ↑  Elizabeth Montfort, Babelio
2. ↑  Autoritatea BnF, accesat în 10 octombrie 2015
3. ↑  Deputații în Parlamentul European